# Димитри Јачвили
Димитри Јачвили (фр. Dimitri Yachvili; 19. септембар 1980) бивши је француски рагбиста. Висок 182 цм, тежак 84 кг, у каријери је играо за Глостер 2001-2002 и Олимпик Биариц 2002-2014 (289 утакмица, 3053 поена). Са Биарицом је освајао 2 пута титулу шампиона Француске (2005, 2006), 1 челинџ куп (2012) и играо је у 2 финала купа европских шампиона (2006, 2010). За репрезентацију Француске дебитовао је новембра 2002. против Канаде. За "галске петлове" је укупно одиграо 60 тест мечева и постигао 373 поена. На неким утакмицама био је и капитен репрезентације Француске. Освојио је 4 купа шест нација (2004, 2006, 2007 и 2010). Грузијског је порекла, а и његов отац је био француски рагби репрезентативац. Занимиљиво је да Димитријев брат игра за репрезентацију Грузије. Ожењен је и има два детета. 